# Kesternich
Kesternich is een plaats in de Duitse gemeente Simmerath, deelstaat Noordrijn-Westfalen, en telt 1507 inwoners (2004).

## Geschiedenis
Kesternich ligt aan een Romeinse heerbaan die via de Hoge Venen en Monschau naar Einruhr liep. In 1964 werden in de omgeving de resten van een Romeins bouwwerk ontdekt.
Een woonkern werd pas in de 18e eeuw gedocumenteerd. In 1717 kwam er een kerk die afhankelijk was van de parochie van Simmerath. De plaats hoorde tot het Hertogdom Gulik, dat in 1794 werd opgeheven. In 1944 werd Kesternich zwaar beschadigd toen de Amerikanen oprukten. Bij de wederopbouw werd het traditionele aspect zoveel mogelijk in stand gehouden.
Tot 1972 was Kesternich een zelfstandige gemeente.

## Bezienswaardigheden
- Sint-Petrus-en-Pauluskerk is een reconstructie van het neogotisch bouwwerk van 1899.
- Diverse vakwerkhuizen

## Natuur en landschap
Kesternich ligt in de Eifel op een hoogte van 531 meter. Het landschap sluit aan bij het Monschauer heggenlandschap.

## Nabijgelegen kernen
Rollesbroich, Strauch, Simmerath, Einruhr, Rurberg, Huppenbroich

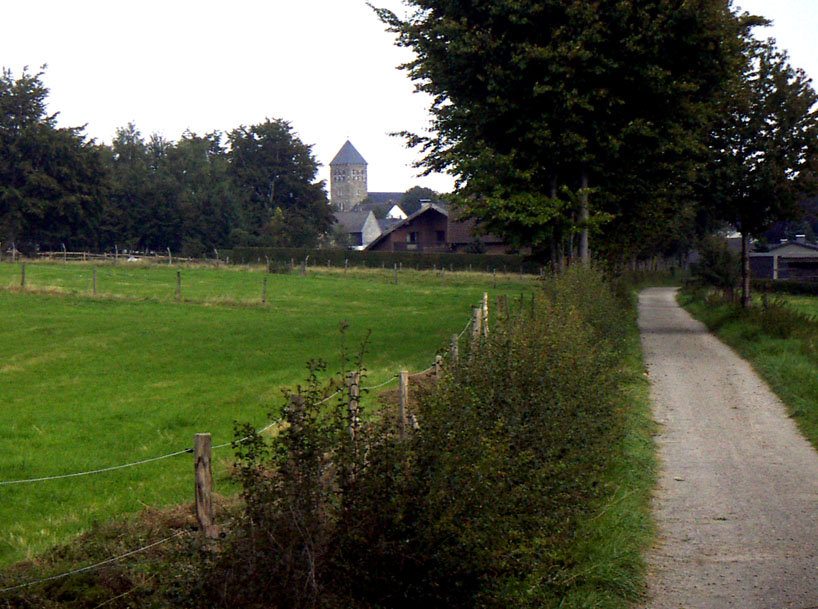

Dedenborn · Eicherscheid · Einruhr · Erkensruhr · Hammer · Hirschrott · Huppenbroich · Kesternich · Lammersdorf · Paustenbach · Rollesbroich · Rurberg · Simmerath · Steckenborn · Strauch · Witzerath · Woffelsbach

Stedenregio Aken · Regierungsbezirk Keulen · Noordrijn-Westfalen